# 李禋
李禋（？—905年），唐朝皇子，是唐昭宗的第四子，生母不详。
乾宁元年（894年）十月初八日，李禋被他父亲唐昭宗封为沂王。昭宗被凤翔节度使李茂贞劫持，天复三年（903年）脱身回京，宰相崔胤主政，奏贬另一宰相陆扆为沂王傅。不久，朱全忠弑昭宗，立唐哀帝。天祐二年（905年）二月初九日，朱全忠派蒋玄晖邀请德王李𥙿、棣王李祤、虔王李禊、沂王李禋、遂王李祎、景王李祕、祁王李祺、雅王李禛、琼王李祥，在九曲池喝酒。九王喝醉后，蒋玄晖把他们全部勒死，抛尸到九曲池中。